# Werner Haase
Werner Haase (2. srpna 1900 – 30. listopadu 1950) byl profesorem medicíny a členem SS během nacistické éry. Byl jedním z osobních lékařů Adolfa Hitlera. Po skončení druhé světové války se stal sovětským válečným zajatcem.

## Život a vzdělávání
Haase se narodil v Köthenu v Anhaltu. Střední školu dokončil v roce 1918. Během první světové války se připojil k 66. pěšímu pluku. Po válce získal v roce 1924 doktorát a poté se stal chirurgem.

## Kariéra
Haase byl lodním lékařem od roku 1927. Do nacistické strany vstoupil v roce 1933. Od roku 1934 vpřed sloužil na chirurgické klinice Berlínské univerzity.
Na doporučení Karla Brandta začal Haase sloužit jako Hitlerův zástupce osobního lékaře. Dne 1. dubna 1934 se Haase připojil k SS a 16. června 1943 byl povýšen na Obersturmbannführera. Zdá se, že Hitler o něm měl vysoké mínění. V telegramu, který Hitler poslal Haaseovi k jeho narozeninám v roce 1943, uvedl: „Přijměte moji upřímnou gratulaci k narozeninám“, jak je reprodukováno v knize Hitlerova smrt: Poslední velké tajemství Ruska ze spisů KGB, založené na dokumentech v sovětských archivech.

## Duben a květen 1945
Na konci dubna 1945, během posledních dnů bojů v Berlíně, Haase s Ernstem-Güntherem Schenckem pracovali na záchraně životů mnoha zraněných německých vojáků a civilistů v nouzové nehodové stanici umístěné ve velkém sklepě říšského kancléřství. Ačkoli měl Haase mnohem více chirurgických zkušeností než Schenck, byl velmi oslaben tuberkulózou, a často musel ležet a dávat Schenckovi slovní pokyny.
Velký kancléřský sklep vedl dalších jeden a půl metru dolů k protileteckému krytu známému jako Vorbunker. Vorbunker byl spojen schodištěm dolů k Führerbunker, který se stal de facto vůdcovo ústředím.
Dne 23. dubna 1945 odletěl Hitlerův osobní lékař Theodor Morell a několik dalších z Berlína letadlem do Obersalzbergu a zanechali za sebou léky připravené pro Hitlera, které Haase a Heinz Linge, Hitlerův komorník, podávali během Hitlerova posledního týdne života. Lékař SS Ludwig Stumpfegger distribuoval kyanidové kapsle různým vojenským pobočníkům, sekretářkám a personálu v bunkru. Jelikož Adolf Hitler pochyboval o účinnosti kyanidových kapslí, nařídil, aby byl Haase povolán do Vůdcova bunkru a aby je 29. dubna otestoval na svém psovi Blondim. V tlamě psa byla rozdrcena kyanidová kapsle, po jejímž požití pes zemřel. Hitler v rozhovorech s Haasem během této doby požádal lékaře o doporučený způsob sebevraždy. Haase Hitlerovi doporučil, aby se zakousl do kyanidové kapsle a střelil se do hlavy. Haase zůstal v bunkru až do Hitlerovy sebevraždy následujícího odpoledne.
Werner Haase se poté vrátil ke své práci na pohotovostní stanici. Za sedm dní, kdy spolu pracovali, provedli Schenck a Haase asi tři sta sedmdesát operací. Haase, Helmut Kunz a dvě zdravotní sestry (Erna Flegel a Liselotte Chervinska) tam byli zajati sovětskými jednotkami 2. května.

## Uvěznění a smrt
Werner Haase se stal sovětským válečným zajatcem. V červnu 1945 byl obviněn z toho, že je osobním lékařem bývalého říšského kancléře Německa Hitlera a také ošetřoval další vůdce Hitlerovy vlády, nacistické strany a členy Hitlerovy stráže SS. V roce 1950 Haase, který trpěl tuberkulózou, v zajetí zemřel. Jako místo úmrtí je zaznamenána Butyrská vězeňská nemocnice, pravděpodobně vězení Butyrka v Moskvě.